# 保安局 (満洲国)
保安局（ほあんきょく）とは、満洲国に設けられた情報機関。

## 概要
1932年に満洲国は建国されたが、国内には様々な反体制勢力が暗躍していた。旧軍閥の残党や盗賊的匪賊の他にも、ソ連、中国国民党、中国共産党の地下組織が活動しており、中でも国民党は満洲国の官吏に多くの党員を潜入させていた。
反体制勢力を取り締まる警察は、多くの民族で構成されており、極秘情報の秘匿が難しかった。そこで、組織の存在そのものが秘密という、日本の特高警察よりも更に高度な機密性を備えた秘密組織が検討された。
1937年（康徳4年）12月に保安局が設置された。秘密組織であるため、警察の一部局に偽装していた。関東軍と密接な関係にあり、関東軍の特務機関のメンバーが指導に当たった。
保安局の第一線の地下組織は「特別偵諜班」と呼ばれ、その長である総班長及び班長は全て日本人で構成された。職員養成機関として、1944年（康徳11年）に「緑園学院」が極秘裏に設置された。

## 組織
1944年（康徳11年）時点
- 第一科（総務）
- 第二科（調査）
- 第三科（一般防諜）
- 第四科（外事防諜）
- 第五科（諜報）
- 第六科（無線防諜）
  - 不正電波捜査隊
- 第七科（通信防諜）
- 第八科（秘密戦科学）
- 緑園学院

## 任務
- 防諜
- 諜報
- 国内一般情勢の掌握